# Kiran Gandhi
Kiran Gandhi (nascida em 21 de fevereiro de 1989), também conhecida por seu nome artístico Madame Gandhi, é uma produtora, baterista, artista e ativista de música eletrônica americana.
A carreira musical de Kiran Gandhi inclui ser baterista em turnê para os artistas MIA, Thievery Corporation e Kehlani. Sua música e ativismo se concentram no empoderamento feminino e na quarta onda do feminismo. Em 2015, Kiran correu a Maratona de Londres sangrando livremente enquanto estava menstruada para combater o estigma menstrual que as pessoas enfrentam em todo o mundo, provocando uma conversa viral sobre como a menstruação é tratada em várias culturas. Ela já se apresentou em festivais de música como Pitchfork, Lightning in a Bottle, Roskilde e SXSW.

## Infância e educação
Kiran Gandhi, nascida em 21 de fevereiro de 1989, é filha da filantropa Meera Gandhi e do empreendedor social Vikram Gandhi. Ao crescer, Gandhi passou um tempo na cidade de Nova York, nos Estados Unidos, e em Bombaim, na Índia.
Em 2011, Kiran Gandhi recebeu seu diploma de graduação em matemática, ciências políticas e estudos femininos, pela Universidade de Georgetown, nos Estados Unidos. Depois de se formar, ela começou um estágio como primeira analista digital na gravadora Interscope Records, com sede em Santa Monica, na Califórnia. Mais tarde, Esta posição passou a ser em tempo integral. Kiran Gandhi usou sua habilidade matemática para analisar padrões nos dados de streaming do Spotify e outras mídias digitais.
Em 2015, Kiran recebeu seu MBA pela Universidade de Harvard.

## Carreira
Em 2012, Kiran Gandhi gravou bateria ao vivo acompanhando a faixa do MIA "Bad Girls". Em fevereiro de 2013, MIA escreveu para Kiran elogiando a gravação e pediu que ela tocasse bateria para a turnê de divulgação do álbum Matangi. Ao mesmo tempo, Kiran Gandhi aceitou uma oferta para estudar na Harvard Business School. Kiran deixou a Interscope Records em 2013.

### 2016-2017: Vozes
Em 2016, seu primeiro lançamento musical, Voices (EP), foi publicado.
Em 2017, Kiran Gandhi colaborou com produtores de identificação feminina para lançar Voices Remixed. Naquele ano, ela também correu a Maratona de Vancouver e foi a banda de abertura da Rise Up Tour de Ani DiFranco. Kiran Gandhi viajou pela Europa e Índia e também falou no Airbnb, Pandora Radio, Spotify, nas Nações Unidas e em campi universitários.[carece de fontes?]

### 2019: Visões
Em 2019, foi lançado o segundo lançamento musical de Kiran Gandhi, Visions (EP), iniciando sua nova parceria com a Sony Music Masterworks.

## Imagem pública
Em 2015, Kiran Gandhi correu a Maratona de Londres deixando sua menstruação escorrer livremente como um ato simbólico para combater o estigma menstrual que mulheres, meninas e pessoas trans enfrentam em todo o mundo.

## Prêmios
Vencedora do prêmio de Melhor Vídeo Musical 2021 no SXSW.[carece de fontes?]
Companheira Ted 2020.
Kiran Gandhi foi apontada pela BBC como uma das 100 mulheres mais inspiradoras do mundo.
Kiran Gandhi estava na classe Forbes 30 Under 30 de 2019.
Vencedora do prêmio Fitzie Foundation, da Universidade de Harvard, de 2015.